# ورخ-یا
ورخ-یا (به لاتین: Verkh-Ya) یک منطقهٔ مسکونی در روسیه است که در سرزمین آلتای واقع شده‌است.